# Carlangelo Liverani
Carlangelo Liverani é um matemático italiano, professor da Universidade de Roma Tor Vergata.
Obteve um doutorado em 1988 na Rutgers University–New Brunswick, orientado por Joel Lebowitz, com a tese Quantum Systems in Contact with a Thermal Environment: Rigorous Treatment of a Simple Model.
Foi palestrante convidado do Congresso Internacional de Matemáticos no Rio de Janeiro (2018: Transport in partially hyperbolic fast-slow systems).